# 20850 Gaglani
20850 Gaglani è un asteroide della fascia principale. Scoperto nel 2000, presenta un'orbita caratterizzata da un semiasse maggiore pari a 2,3874387 UA e da un'eccentricità di 0,1938084, inclinata di 2,81409° rispetto all'eclittica.